# Noorse parlementsverkiezingen 1969
Op 7 en 8 september 1969 werden er in Noorwegen verkiezingen voor het Storting gehouden. De verkiezingen werd gewonnen door de Arbeiderspartij (van 68 naar 74 zetels) die oppositie had gevoerd tegen de in 1969 ingevoerde verhoging van de directe belastingen. De regeringspartij Centrumpartij van premier Per Borten won licht (van 18 naar 20 zetels), net als de Christelijke Volkspartij (van 13 naar 14 zetels). De andere partijen in de regering, conservatieven (van 31 naar 29 zetels) en liberalen (van 18 naar 13 zetels), verloren. Op 25 september 1969 werd beslist om de regering verder te zetten met dezelfde partijen. De parlementaire meerderheid was wel geslonken van 12 naar 2 zetels. In 1971 volgde er een regelingswissel waarbij de socialist Trygve Bratteli de nieuwe premier werd. 